# Дитя робота
«Дитя робота» (англ. I Am Mother, досл. «Я мати») — науково-фантастичний фільм-трилер 2019 року спільного виробництва США та Австралії. Світова прем'єра стрічки відбулася на кінофестивалі Sundance у січні 2019 року. Вихід на широкі екрани запланований на 7 червня 2019 у США, 18 червня в Австралії, 20 червня в Україні.

## Сюжет
Події фільму починаються після загибелі всього людства. В одному з бункерів перебуває робот-гуманоїд. Цей робот на ім'я «Мати», запрограмований на те, щоб вести спостереження за тисячами людських ембріонів, які згодом повинні знову заселити вимерлу Землю. Мати оживила одного з ембріонів. Це дівчинка. Робот назвав її Дочка. Дитина росте, засвоюючи інформацію, що вона є останньою живою людиною на планеті. Робот-мати вчить маленьку правилам етикету, разом вони танцюють і складають оригамі. Це триває роками, доки в двері бункера не стукає закривавлена жінка. Вона переконує дівчину не вірити роботу, хай яким лагідним і добрим він видається.

## У ролях
| Актор              | Роль               |
| ------------------ | ------------------ |
| Люк Гокер          | Робот Мати         |
| Роуз Бірн          | Робот Мати (голос) |
| Клара Ругор-Ларсен | Дочка              |
| Гіларі Свонк       | поранена жінка     |